# Polygonum corrigioloides
Polygonum corrigioloides är en slideväxtart som beskrevs av Jaub. & Sp.. Polygonum corrigioloides ingår i släktet trampörter, och familjen slideväxter. Inga underarter finns listade i Catalogue of Life.